# Keiji Tamada
Keiji Tamada (玉田 圭司, Tamada Keiji, Urayasu, 11 april 1980) is een Japans voormalig voetballer die als aanvaller zijn voetbalcarrière afsloot bij V-Varen Nagasaki. In maart 2004 debuteerde hij voor het Japans voetbalelftal, waarvoor hij sindsdien meer dan zeventig interlands speelde.

## Clubcarrière
Tamada speelde als aanvaller voor Kashiwa Reysol (1999–2005), Nagoya Grampus (2006–2014), Cerezo Osaka (2015–2016), opnieuw Nagoya Grampus (2017–2018) en sloot zijn voetbalcarrière af bij V-Varen Nagasaki, uitkomend in de J2 League.

## Interlandcarrière
In maart 2004 debuteerde hij tegen Singapore voor het Japans voetbalelftal. Sindsdien speelde hij meer dan zeventig interlands en maakte hij meer dan vijftien doelpunten. Op het WK 2006 scoorde hij het openingsdoelpunt tegen Brazilië waardoor Japan met 1–0 voor kwam. De wedstrijd eindigde in een 1–4 verlies. Tamada werd ook geselecteerd voor het WK 2010. Daar kwam hij voor het eerst in actie in de tweede groepswedstrijd tegen Nederland (1–0 verlies), waarin hij in de 77e minuut inviel. Hij verscheen in de kwartfinale tegen Paraguay (verlies na strafschoppen) voor de tweede keer op het veld, als invaller in de tweede verlenging.

## Statistieken

### J.League
| Seizoen | Club                 | Land   | Competitie | Wedstrijden | Doelpunten |
| ------- | -------------------- | ------ | ---------- | ----------- | ---------- |
| 1999    | Kashiwa Reysol       | Japan  | J1 League  | 5           | 0          |
| 2000    | Kashiwa Reysol       | Japan  | J1 League  | 5           | 0          |
| 2001    | Kashiwa Reysol       | Japan  | J1 League  | 2           | 0          |
| 2002    | Kashiwa Reysol       | Japan  | J1 League  | 13          | 3          |
| 2003    | Kashiwa Reysol       | Japan  | J1 League  | 28          | 11         |
| 2004    | Kashiwa Reysol       | Japan  | J1 League  | 28          | 10         |
| 2005    | Kashiwa Reysol       | Japan  | J1 League  | 28          | 6          |
| 2006    | Nagoya Grampus Eight | Japan  | J1 League  | 26          | 6          |
| 2007    | Nagoya Grampus Eight | Japan  | J1 League  | 14          | 5          |
| 2008    | Nagoya Grampus Eight | Japan  | J1 League  | 31          | 4          |
| 2009    | Nagoya Grampus Eight | Japan  | J1 League  | 27          | 8          |
| 2010    | Nagoya Grampus Eight | Japan  | J1 League  | 29          | 13         |
| 2011    | Nagoya Grampus Eight | Japan  | J1 League  | 33          | 14         |
| 2012    | Nagoya Grampus Eight | Japan  | J1 League  | 25          | 5          |
| 2013    | Nagoya Grampus Eight | Japan  | J1 League  | 31          | 9          |
| 2014    | Nagoya Grampus Eight | Japan  | J1 League  | 17          | 2          |
| 2015    | Cerezo Osaka         | Japan  | J2 League  | 35          | 11         |
| 2016    | Cerezo Osaka         | Japan  | J2 League  | 24          | 3          |
| 2017    | Nagoya Grampus Eight | Japan  | J2 League  | 30          | 6          |
| 2018    | Nagoya Grampus Eight | Japan  | J1 League  | 5           | 1          |
| Totaal  | Totaal               | Totaal | Totaal     | 436         | 117        |

### Interlands
| Japans voetbalelftal | Japans voetbalelftal | Japans voetbalelftal |
| Jaar                 | Wedstrijden          | Doelpunten           |
| -------------------- | -------------------- | -------------------- |
| 2004                 | 18                   | 5                    |
| 2005                 | 16                   | 2                    |
| 2006                 | 7                    | 2                    |
| 2007                 | 0                    | 0                    |
| 2008                 | 12                   | 4                    |
| 2009                 | 10                   | 1                    |
| 2010                 | 9                    | 2                    |
| Totaal               | 72                   | 16                   |

## Erelijst
Kashiwa Reysol
- J.League Cup: 1999

 Nagoya Grampus
- J1 League: 2010
- Fuji Xerox Super Cup: 2011

 Japan
- AFC Asian Cup: 2004

Individueel
- Topscorer – EAFF East Asian Football Championship: 2010